# 北米神学校協会
北米神学校協会 (ATS)（Association of Theological School in the United State and Canada）は、米国のペンシルバニア州・ピッツバーグに本部を置く神学校の団体    。
約270の神学教育機関が加盟している。同団体は、神学教育機関に対して、学位の認定を行なっている。
北米における学位は、外部の認定団体の審査によって、その学位がそれにふさわしいものと認定されていることが重要となっている。 
1918年に設立  。ATSが表明した使命は、「神学校の改善と強化を促進して、信仰の共同体とより一般の人々の利益になること」 
認定に関するATS委員会は、神学の大学院の認定校制度を提供しているが 、これはカナダ高等教育認定評議会とアメリカ合衆国教育省両方から認定機関として認められている  。また、ジャーナルTheologicalEducationを発行している。
2017年7月より、フランク・M・ヤマダが協会の事務局長に就任  